# Pranýř v Borovanech
Pranýř v Borovanech v okrese České Budějovice stojí v dolní části Žižkova náměstí v sousedství dalších kulturních památek, jakými jsou radnice, sousoší svatého Jana Nepomuckého s anděly, kostel Navštívení Panny Marie (Borovany), zámek Borovany. Na pranýř se místo figury biřice zavěšoval meč a do konce 18. století dřevěná ruka s dřevěnou šavlí jako odznak trhového práva. Borovanský pranýř je dochovaným kamenným artefaktem na náměstí a v parku a zcela zapadá do urbanistické struktury centrální části města. Na celý objekt se vztahuje památková ochrana od roku 1963.

## Historie
Žulový pranýř byl postaven na náměstí v Borovanech v roce 1656 a postupem času prošel několika opravami. V roce 1739 byl opraven. V roce 1891 byla okolo pranýře snížena při úpravě náměstí půda o jeden metr a k pranýři byly přizděny dva spodní stupně schůdků. V roce 1959 probíhala při rekonstrukci náměstí a budování parku rozsáhlá úprava místa a pranýř byl snesen, zpevněny a zajištěny jeho základy a na původní místo byl postaven opět v roce 1960. Další oprava pranýře proběhla v roce 1986.

## Popis
Žulový pranýř tvoří částečnou dominantu vnitřního prostoru náměstí, není zcela kolmý a je nepatrně vychýlen. Se svoji výškou necelých devět metrů je nejvyšší v Čechách. Na čtyřech kamenných stupních je postaven vysoký dvoustupňový hranolový sokl s převislou deskou, na ní je hranolový dřík s okosenými hranami s náběhy. Na sloupu je umístěna kaplička oddělená od dříku a na ni navazuje kužel umístěný na čtyřech koulích ukončený rovněž kamennou koulí s plechovou korouhvičkou. Dolní část pilíře je více rustikální, horní část pilíře působí dekorativněji díky jemně zkoseným rohům a je rovněž ukončena hlavicí. Nad hlavicí je hranol prolomený půlkruhově zakončenou nikou s letopočtem 1656. Jde o vzácný doklad feudálního trestání sloužící k právu útrpnému zachovaný ve své autentičnosti.